# Bank Polskiej Spółdzielczości
Bank Polskiej Spółdzielczości S.A. — польський комерційний банк зі штаб-квартирою у Варшаві. Є 15-м за у Польщі за вартістю активів та 26-м за кількістю відділень. Разом із 326 асоційованими кооперативними банками утворює асоціацію «Grupa BPS», об'єднуючи близько 2/3 банківського кооперативного сектора, що робить його найбільшим дочірнім банком у Польщі.

## Історія
Заснований 15 березня 2002 в результаті об'єднання шести банків: «Gospodarczy Bank Południeowo-Zachodni SA», «Bank Unia Gospodarczej SA», «Lubelski Bank Regionalalny SA», «Małopolski Bank Regionalalny SA», «Rzeszowski Bank Regionalalny SA» та «Warmińsko-Mazurski Bank Regionalny SA».
У грудні 2015 року польський орган фінансового нагляду затвердив систему захисту Асоціації «BPS». Система захисту шляхом постійного моніторингу поточного становища «BPS» та кооперативних банків, пов'язаних з нею, охоплених системою захисту, а також запланованих у рамках неї профілактичних та контролюючих заходів забезпечить підтримку її учасників у плані ліквідності та платоспроможності. Він також надасть необхідну допомогу у випадку виникнення будь-яких нестандартних ситуацій в будь-якому з банків або учасників системи.

## Власники
Основним акціонером «BPS» є асоційовані кооперативні банки (близько 80% акцій), «Asseco Poland» та два іноземні компанії: «DZ Bank AG» та «Credit Mutuel».

## Діяльність
Об'єднуючи 326 кооперативних банків, «BPS» утворює найбільшу асоціацію кооперативних банків у Польщі. Він поєднує в собі функції афілійованого та комерційного банку. Банк надає послуги кооперативним банкам і одночасно є їхнім діловим партнером та представником. Крім того, через мережу з 35 філій він пропонує фінансові послуги для корпоративних клієнтів, малих та середніх підприємств та індивідуальних клієнтів. «BPS» спеціалізується на обслуговуванні органів місцевого самоврядування, сільського господарства, агропромислового комплексу, торгівлі, малого бізнесу та туризму.
Асоціація «BPS» працює у загальнодержавному масштабі. На кооперативні банки, пов'язані з польським кооперативним банком, припадає близько 60%. Всі кооперативні банки, що працюють в країні, разом нараховують 4000 відділень.